# Сражение при Раабе
Это статья о сражении 1809 года. О сражении 1596 года см. здесь.
Сражение при Раабе (нем. Schlacht bei Raab) или Сражение при Дьёре (венг. Győri csata) произошло 14 июня 1809 года во время Наполеоновских войн между франко-итальянскими войсками и австрийской армией. Битва произошла около Рааба (современный Дьёр) и закончилась франко-итальянской победой. 
Евгений Богарне переправился через реку Рааб 9 июня и последовал за эрцгерцогом Иоганном. 13 июня его войска достигли вражеского арьергарда, и завязался ожесточенный бой с войсками, посланными эрцгерцогом. Среди них была большая часть кавалерии и три артиллерийские батареи. В конце концов австрийцам пришлось отступить. Французы разбили лагерь на ночь на Чанакских высотах.
Обе армии были равны по силе. У Богарне было около 29 000 пехотинцев, 6 000 кавалеристов и 56 орудий. Это были французские, королевские итальянские и баденские части. У австрийцев было около 28 000 пехотинцев и 9 000 кавалеристов. Среди них было около 16 000 венгерских ополченцев (повстанческих отрядов). Они были плохо вооружены и плохо обучены. Однако не все австрийские солдаты приняли участие в настоящем сражении. Поэтому французская сторона была значительно сильнее австрийской по фактической численности войск и боеспособности частей.

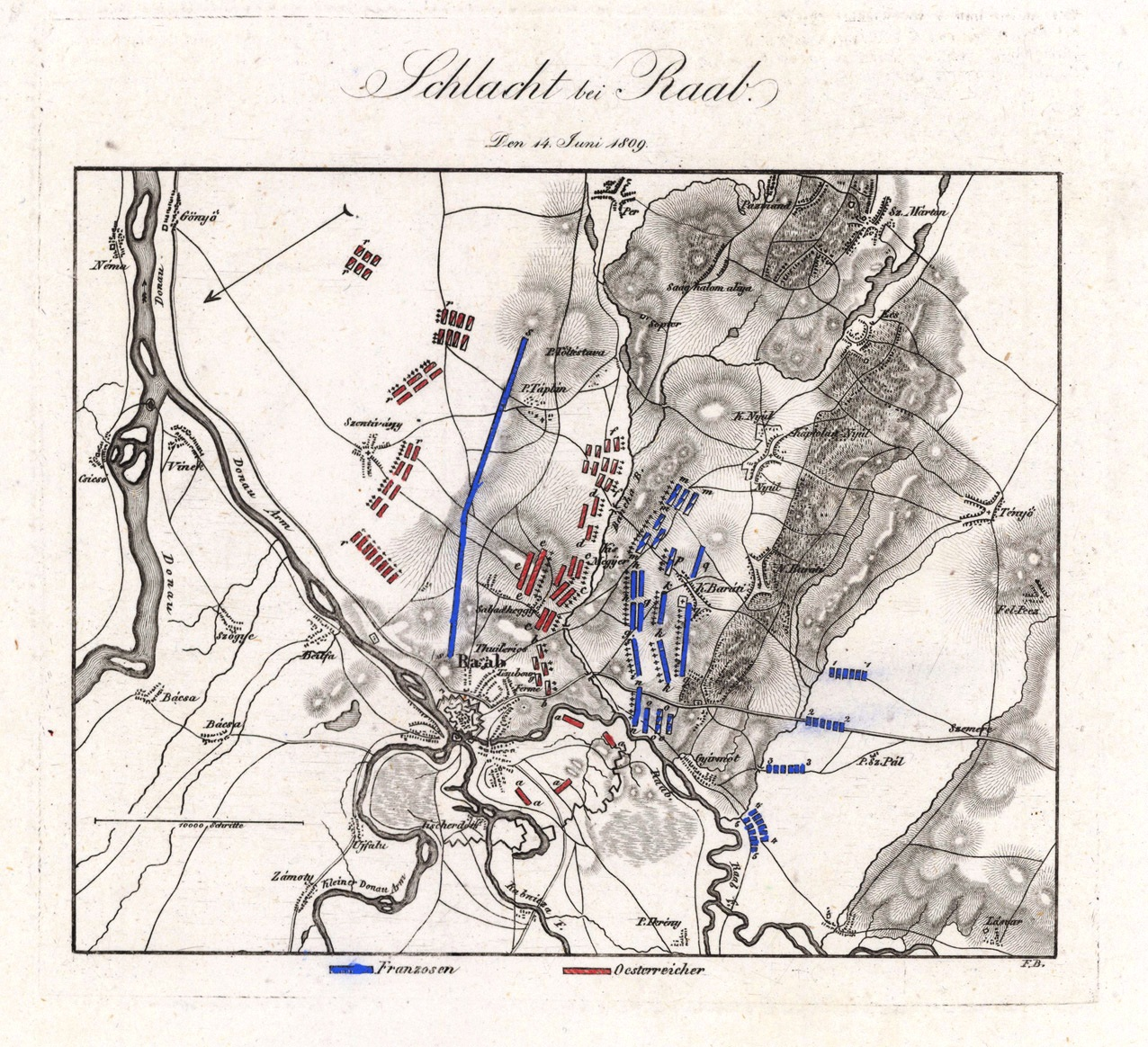
Карта-схема сражения.

Австрийская армия располагалась на высотах Сабадедь. Правое крыло, примыкавшее с одной стороны к Раабу, было защищено 23 эскадрами кавалерии под командованием генерала фон Фримона. С другой стороны, под командованием фельдмаршала Франца Елачича фон Бужима были бригады Легисфельда, Зеботтендорфа и Экштадта. В центре был Коллоредо-Мансфельд с 12 батальонами, а на левом фланге стоял Мессери с 40 эскадронами и почти 6000 гусар. Среди них было много конницы венгерского ополчения. Всего фронт защищали пять батарей с 30 орудиями. На высотах за ним находились в резерве еще 14 батальонов под командованием фельдцейхмейстера Давидовича. Австрийцы считали, что 14 июня атаки с французской стороны не будет.
Кавалерия под командованием Луи-Пьера Монбрена и Эммануэля де Груши стояла на правом фланге французов. Левое крыло под командованием генерала Луи Бараге д'Илье примкнуло к Раабу. В центре находился корпус генерала Поля Гренье из двух дивизий. Позади в качестве резерва была дивизия Пакто и итальянская гвардия генерала Лекки. Также прибыла кавалерийская дивизия из корпуса Макдональда.
Французы атаковали около 11:30 утра 14 июня. После некоторых предварительных боёв в два часа началось сражение. Французы наступали, встречая ожесточенное сопротивление австрийцев. Резерв австрийцев продвинулся вперед и смог отбить деревню. В ходе боевых действий она трижды переходил из рук в руки. Была ожесточенная борьба и за ферму Киш-Медьер. Дивизия Пакто вступила в бой в этот критический момент, отбила указанную деревню и отрезала эрцгерцога от Рааба. Французской кавалерии удалось форсировать реку и атаковать австрийцев с фланга. Австрийские контрмеры привели к замешательству в собственных рядах. Крыло, которым командовал Мессери, под огнем французской артиллерии начало рушиться. В конце концов эрцгерцогу Иоганну пришлось отдать приказ об общем отступлении. Поскольку французы были истощены, преследования не было.
Поражение помешала эрцгерцогу Иоганну присоединиться к основной армии и использовать свои силы в битве при Ваграме, в то время Богарне смог вовремя соединиться с Наполеоном и обеспечить ему  численный перевес над австрийцами. Наполеон назвал битву «внучкой Маренго и Фридланда», поскольку она пришлась на годовщину этих двух сражений.